# Contea di Qingliu
La contea di Qingliu (清流县S, Qīngliú XiànP) è una contea della Cina, situata nella provincia del Fujian.